# Øystein Ore

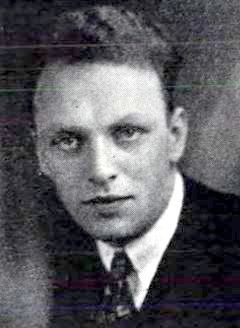
Porträt von Øystein Ore

Øystein Ore, deutsch Öystein Ore, englisch Oystein oder Oysten Ore, (* 7. Oktober 1899 in Kristiania (heute Oslo), Norwegen; † 13. August 1968 in Oslo) war ein norwegischer Mathematiker, der sich hauptsächlich mit den Fachgebieten Abstrakte Algebra, Graphentheorie und Zahlentheorie beschäftigte.

## Leben und Werk
Ore ging in Oslo (damals noch Kristiania) zur Schule und begann dort auch 1918 bei Thoralf Skolem und in Göttingen bei Emmy Noether zu studieren (außerdem war er einige Zeit am Mittag-Leffler Institut in Djursholm in Schweden). 1924 promovierte er in Oslo mit Zur Theorie der algebraischen Körper bei Thoralf Skolem. 1925 besuchte er nochmals Göttingen und die Sorbonne in Paris, bevor er 1925 Assistent in Oslo wurde. 1927 erhielt er eine Einladung an die Yale University zu gehen, wo er 1928 Associate und 1929 Full Professor wurde und 1931 Sterling Professor. In Yale blieb er bis zu seiner Emeritierung 1968, und 1936–1945 war er dort Chairman der Fakultät. Fast jedes Jahr besuchte er in dieser Zeit Oslo.
Ore arbeitete zunächst in der Gruppentheorie und in algebraischer Zahlentheorie, dann in der Theorie nichtkommutativer Ringe. In den USA arbeitete er mit Garrett Birkhoff über Verbandstheorie (Lattice Theory) und danach wandte er sich der Graphentheorie zu, über die er einige Bücher schrieb.
Er beschäftigte sich im Rahmen seiner Arbeit erstmals mit den so genannten Schiefpolynomen. Zur Verallgemeinerung der Lokalisierung auf nicht-kommutative Ringe entdeckte er die später nach ihm benannten Ore-Bedingungen.  Mit Ores Namen ist auch einer der klassischen Sätze der Verbandstheorie, der sogenannte Satz von Kurosch-Ore, verbunden.
Mit Emmy Noether gab er die gesammelten Werke von Richard Dedekind heraus. Bekannt ist er auch für seine Biographien von Niels Henrik Abel und Gerolamo Cardano. Als Historiker  beschäftigte er sich auch mit der Geschichte der Wahrscheinlichkeitstheorie, insbesondere der Rolle von Blaise Pascal. Er schrieb auch Bücher über das Vierfarbenproblem und die Geschichte der Zahlentheorie.
Für die Unterstützung seiner Heimat im Zweiten Weltkrieg (er organisierte Hilfssendungen) wurde er 1947 vom norwegischen König zum Ritter des Sankt-Olav-Ordens ernannt. Er war Mitglied der American Academy of Arts and Sciences (1966) und der Akademie der Wissenschaften in Oslo. 1936 hielt er einen Plenarvortrag auf dem Internationalen Mathematikerkongress in Oslo (The decomposition theorems of algebra).
Er war seit 1930 mit Gudrun Lundevall verheiratet und hatte mit ihr zwei Kinder.
Zu seinen Doktoranden und Doktorandinnen zählen Howard Engstrom, Marshall Hall, Grace Hopper und Bruce Lee Rothschild.

## Schriften
- Number theory and its history. McGraw-Hill, New York NY u. a. 1948.
- Cardano, the gambling scholar. With a translation from the Latin of Cardano's Book on games of chance by Sydney Henry Gould. Princeton University Press, Princeton NJ u. a. 1953.
- Niels Henrik Abel. Mathematician extraordinary. University of Minnesota Press, Minneapolis MN u. a. 1957.
- The theory of graphs (= American Mathematical Society. Colloquium Publications. 38, ISSN 0065-9258).  American Mathematical Society, Providence RI 1962.
- Graphs and their uses (= New Mathematical Library. 10, ISSN 0548-5932). Random House, New York NY 1963.
- The four-color problem (= Pure and Applied Mathematics. A Series of Monographs and Textbooks. 27, ISSN 0079-8169). Academic Press, New York NY u. a. 1967.
- Invitation to Number Theory (= New Mathematical Library. 20). The Mathematical Association of America, Washington DC 1967.